# IC 1634
IC 1634 ist eine elliptische Galaxie vom Hubble-Typ E0 im Sternbild Fische auf der Ekliptik. Sie ist schätzungsweise 904 Millionen Lichtjahre von der Milchstraße entfernt.
Das Objekt wurde am 23. Dezember 1897 von Stéphane Javelle entdeckt.